# Grape-kun
Grape-kun (jap. グレープ君 Gurēpu-kun; kolega Grape, ur. 16 kwietnia 1996 w ogrodzie zoologicznym w mieście Hamura, w prefekturze metropolitarnej Tokio, zm. 12 października 2017 w Miyashiro, w prefekturze Saitama) – pingwin peruwiański, który mieszkał w  Tobu Zoo w prefekturze Saitama, w Japonii. Jego przywiązanie do wyciętej z kartonu podobizny Hululu, postaci z anime Kemono Friends, przyniosło mu międzynarodową sławę.

## Imię
Imię Grape (od ang. grape, kolor ciemnofioletowy) otrzymał ze względu na kolor fioletowej opaski umieszczonej na jego skrzydle w celu identyfikacji. Natomiast -kun to w tym przypadku sufiks grzecznościowy, podkreślający sympatię. Jest on używany przez mężczyzn wobec innych zaprzyjaźnionych mężczyzn lub tych o niższym statusie, młodszych wiekiem (stażem) oraz chłopców. Dodaje się do imienia lub nazwiska.

## Wczesne życie
Grape-kun urodził się w małym ogrodzie zoologicznym w Hamura (Hamura-shi Dōbutsu Kōen) w 1996. W 2007 został przeniesiony do Tobu Zoo (Tōbu Dōbutsu Kōen) wraz ze swoją partnerką Midori. Midori i Grape doczekali się potomka, ale został on jeszcze przed wykluciem przekazany do innego zoo ze względu na obawę przed kojarzeniem krewniaczym. To doświadczenie było trudne dla pary i mogło wpłynąć na więź między Grape i Midori. Po spędzonych wspólnie dziesięciu latach Midori zostawiła Grape’a dla młodszego pingwina. Potem wszystkie inne pingwiny z wybiegu odrzuciły Grape’a, przez co spędzał on większość czasu w izolacji od reszty kolonii.

## Przywiązanie do Hululu
W kwietniu 2017 Tobu Zoo umieściło na swoim terenie 60 wyciętych z kartonu podobizn postaci z anime Kemono Friends, aby przyciągnąć odwiedzających. Postać umieszczona w zagrodzie Grape’a, nosząca imię Hululu, była antropomorficznym pingwinem peruwiańskim. Grape-kun godzinami wpatrywał się w umieszczoną na wysokiej skale kartonową postać, próbując nawet wspiąć się do niej. Pracownicy zoo musieli na część dnia oddzielać go od podobizny Hululu, gdyż w przeciwnym razie pingwin nie jadł. Media opisały Grape’a jako „zakochanego” w Hululu, a zoo stworzyło napój o nazwie „Loving Grape”, opisany jako „idealne ucieleśnienie relacji pingwina z jego miłością”.
Przywiązanie Grape’a do postaci Hululu przyniosło mu sławę i międzynarodową rzeszę fanów w internecie. Aktorka podkładająca głos Hululu, Ikuko Chikuta, odwiedziła go w ramach wydarzenia edukacyjnego na temat pingwinów. Planowano zorganizowanie festiwalu ku czci Grape’a, ale w październiku jego stan zdrowia zaczął się pogarszać. 9 października 2017 opiekunowie zoo zauważyli u niego znaczny spadek masy ciała. Był on na tyle niepokojący, że pingwin został zabrany na leczenie, na którym przebywał wraz z podobizną Hululu. 12 października zoo ogłosiło jego śmierć. Personel zoo stworzył małą kapliczkę dla upamiętnienia go, a kilku gości przyniosło kwiaty na wybieg dla pingwinów. W styczniu 2018, Tobu Zoo umieściło w wybiegu dla pingwinów nową podobiznę, przedstawiającą Hululu i Grape’a stojących obok siebie.

## Galeria

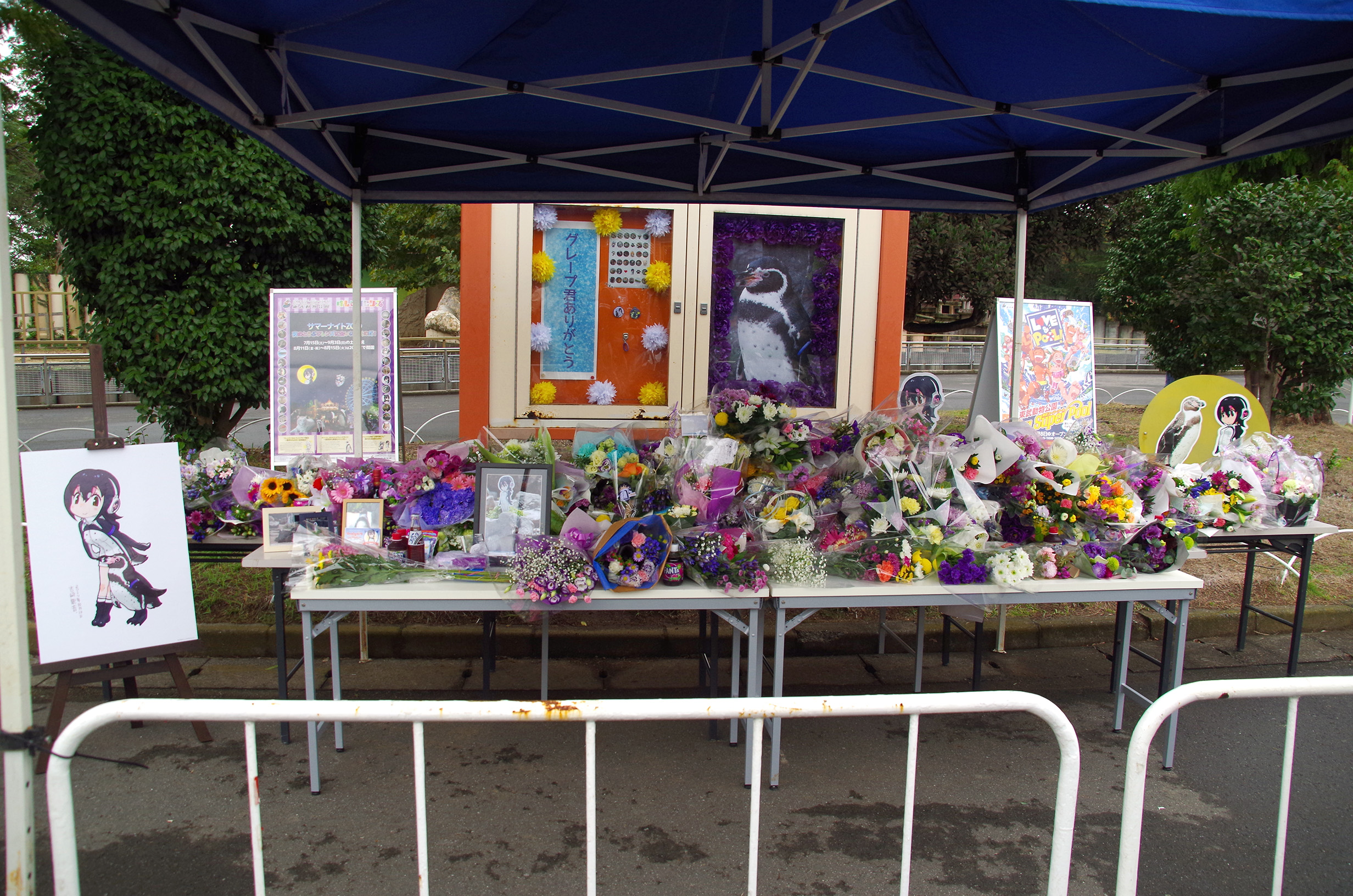
Kwiaty i inne prezenty zostawione przez fanów po śmierci Grape’a (14 października 2017)
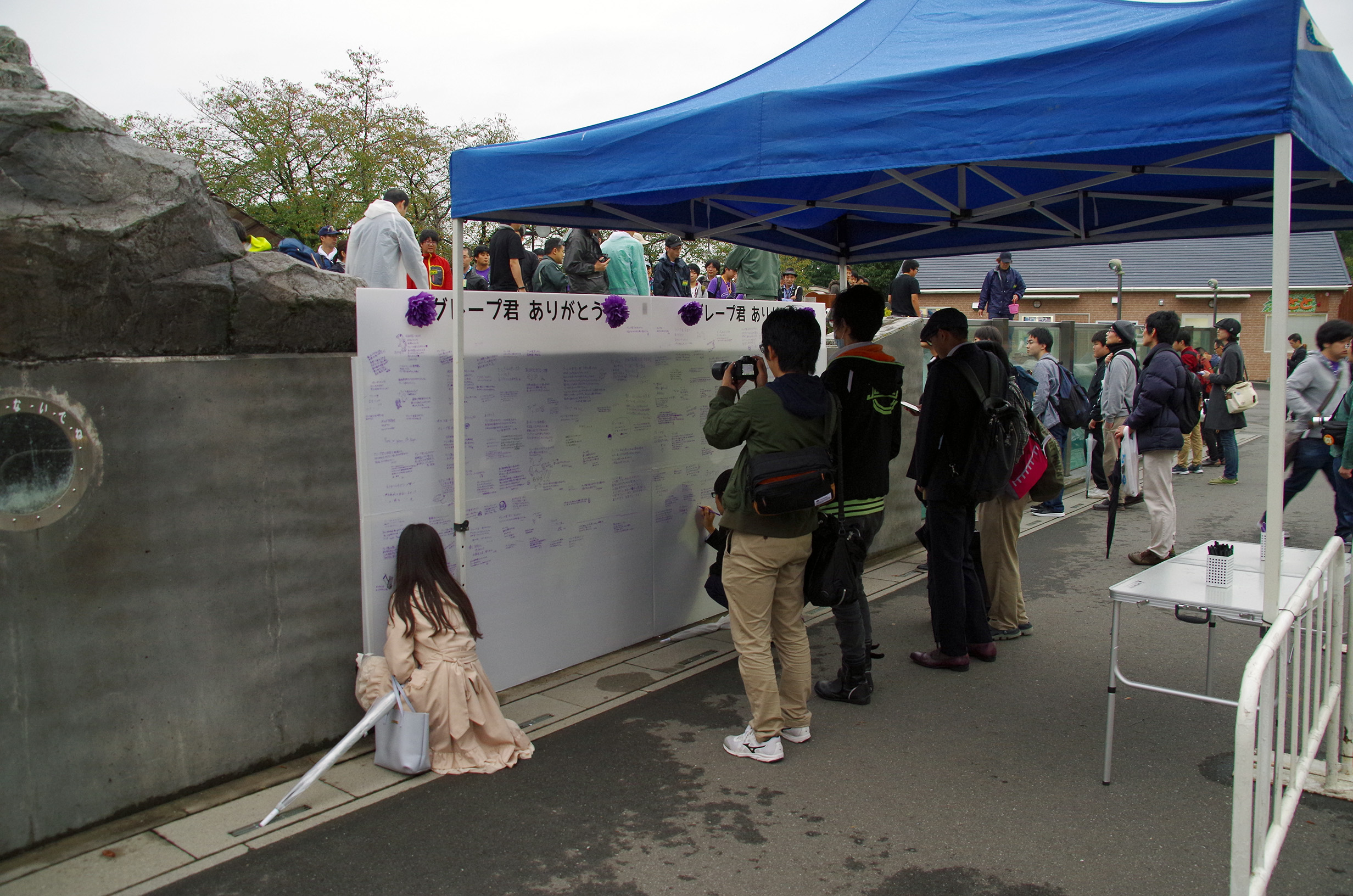
Tablica kondolencyjna po śmierci Grape’a (14 października 2017)